# Slagelse Stadion
Slagelse Stadion er et fodboldstadion beliggende i Slagelse, og er hjemmebane for Slagelse B&I og fra 2008-2015 dennes eliteoverbygning FC Vestsjælland. Den 9. december 2015 gik FC Vestsjælland konkurs og blev tvangsnedrykket til Sjællandsserien.
Idrætsanlægget blev anlagt i 1927 af Slagelse Kommune blandt andet som et resultat af den fuldstændige sammenlægning af Slagelse Boldklub og Slagelse Idræts-Forening til Slagelse Boldklub & Idrætsforening i 1919. Opvisningsbanen har en kapacitet på 10.000, hvoraf 3.300 er siddepladser. Stadionrekorden på 9.023 tilskuere daterer sig tilbage til starten af 1970'erne, hvor den blev sat i forbindelse med en divisionskamp i Danmarksturneringen i fodbold mellem Slagelse B&I og Holbæk B&I.[kilde mangler]